# Markella Kavenagh
Markella Kavenagh (nascida em 2000) é uma atriz australiana. Ela é mais conhecida por seu papel principal como a Pé-Peludo Nori Brandyfoot em O Senhor dos Anéis: Os Anéis do Poder.

## Carreira
Após aparecer em várias séries de televisão, Kavenagh conseguiu seu primeiro papel em um filme em True History of the Kelly Gang (2019) como Jane Cotter. Em julho de 2019, ela chamou a atenção ao ser escalada como Elanor "Nori" Brandyfoot em O Senhor dos Anéis: Os Anéis do Poder (2022), tornando-se a primeira atriz a ser associada ao projeto de grande notoriedade.

## Filmografia

### Filme
| Ano  | Titulo                         | Papel       | Notas          |
| ---- | ------------------------------ | ----------- | -------------- |
| 2019 | True History of the Kelly Gang | Jane Cotter | [ 2 ]          |
| 2020 | My First Summer                | Claudia     | [ 4 ]          |
| 2020 | Furlough                       | Sara        | Curta-metragem |
| 2026 | Watch Dogs                     |             |                |

### Televisão
| Ano  | Titulo                                | Papel                    | Notas                        |
| ---- | ------------------------------------- | ------------------------ | ---------------------------- |
| 2018 | Romper Stomper                        | Cindi                    | 6 episódios                  |
| 2018 | Picnic at Hanging Rock                | Myrtle                   | 6 episódios                  |
| 2018 | The Cry                               | Chloe                    | 4 episódios                  |
| 2019 | My Life Is Murder                     | Cassie Malone            | 1 episódio                   |
| 2020 | The Gloaming                          | Daisy Hart               | 8 episódios                  |
| 2022 | O Senhor dos Anéis: Os Anéis do Poder | Elanor "Nori" Brandyfoot | Elenco principal 6 episódios |
| 2023 | Bad Behaviour                         | Portia                   |                              |